# Fe, Fi, Fo, Fum e Phooey

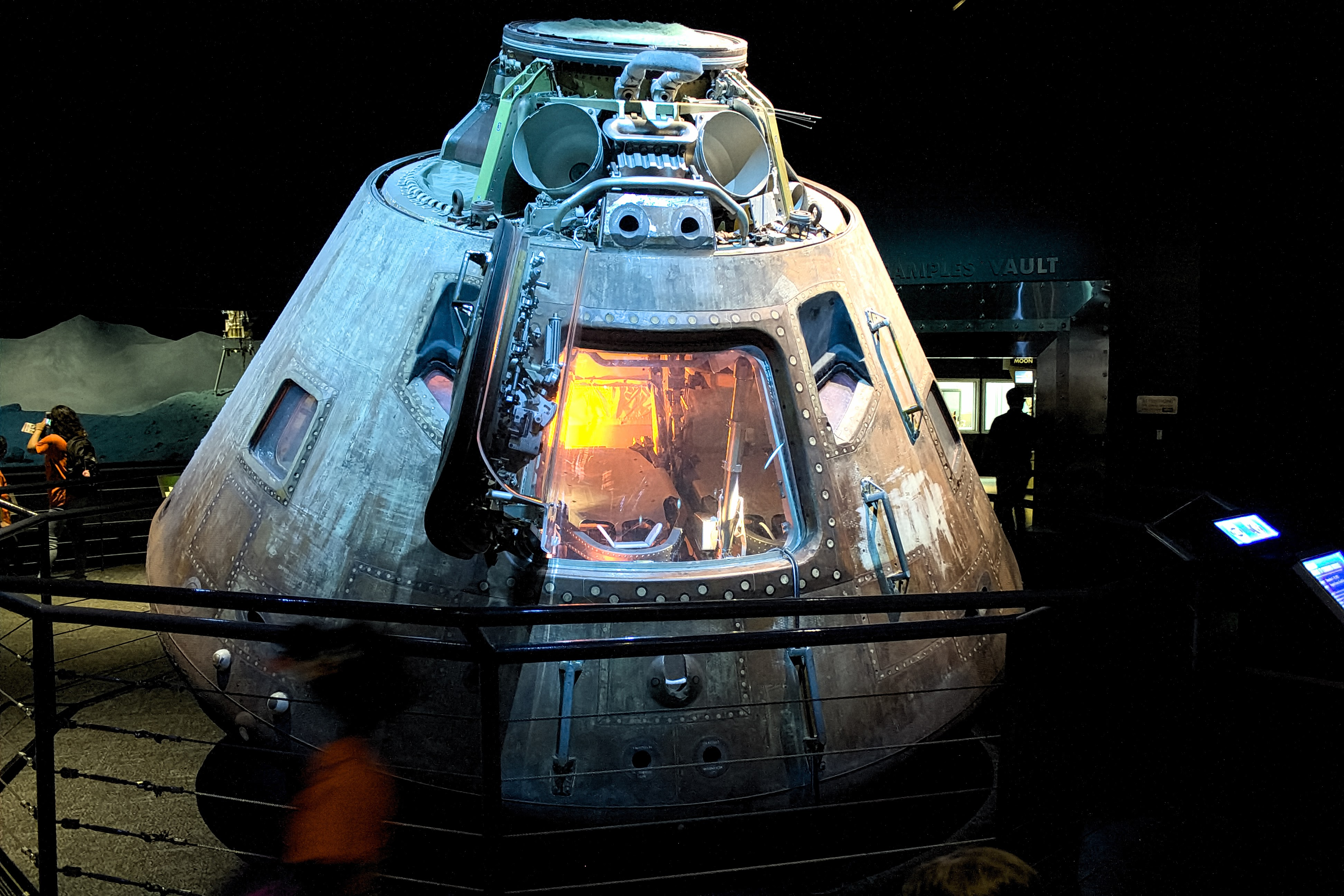
I cinque topi e I tre astronauti tornarono sulla Terra a bordo dell'Apollo 17 con il Modulo di comando America, ora in mostra allo Space Center di Houston

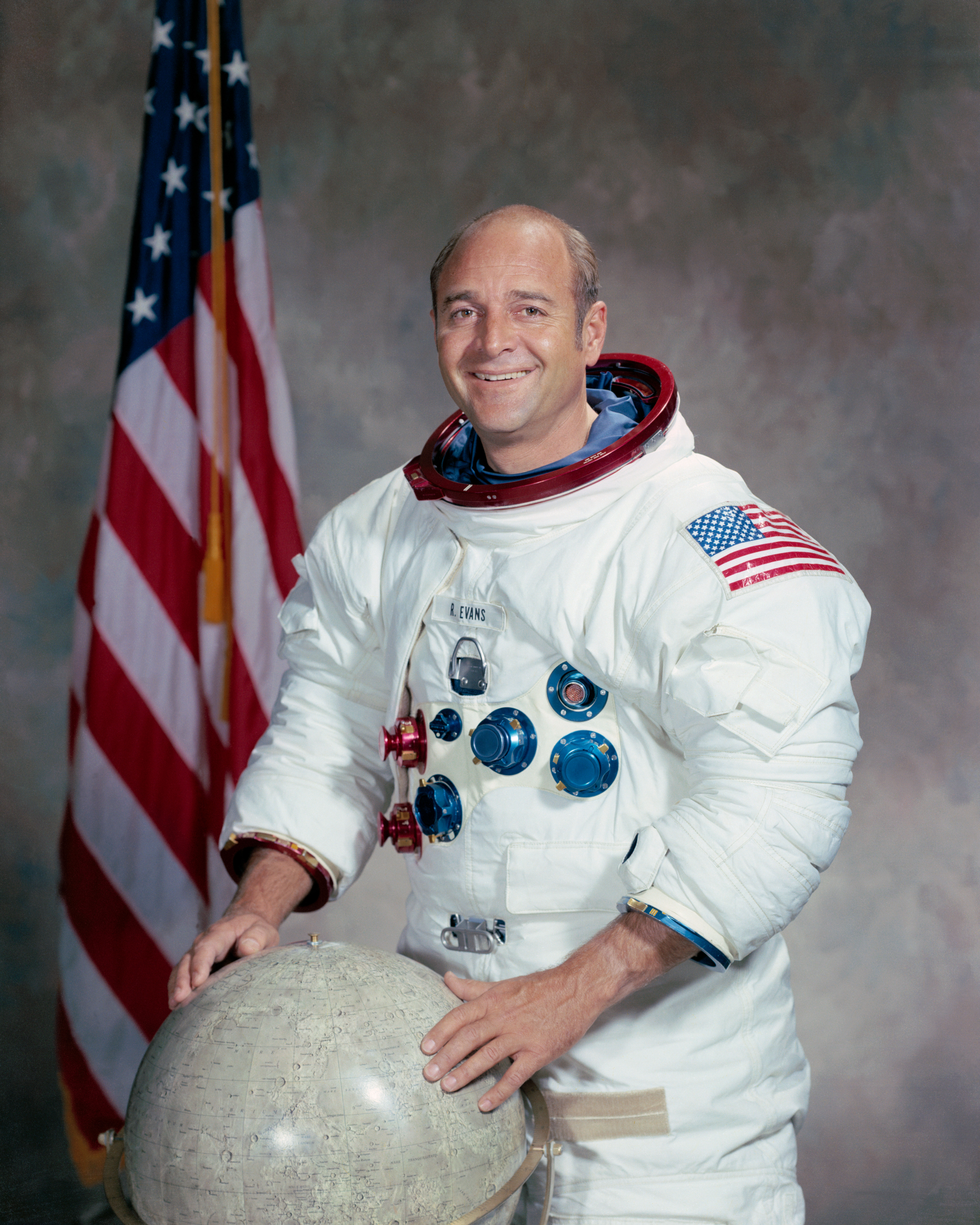
L'astronauta Ronald Evans e i cinque topi orbitarono insieme attorno alla Luna per oltre sei giorni nel 1972

Fe, Fi, Fo, Fum e Phooey erano cinque topi che viaggiarono dalla Terra verso la Luna, orbitandoci 75 volte nella missione Apollo 17 del 1972. La NASA ha assegnato loro i numeri di identificazione A3326, A3400, A3305, A3356 e A3352, e i loro soprannomi sono stati scelti dall'equipaggio dell'Apollo 17: Eugene Cernan, Harrison Schmitt e Ronald Evans. I quattro topi maschi, un topo femmina ed Evans hanno orbitato attorno alla Luna per sei giorni e quattro ore nel modulo di comando Apollo chiamato America mentre Cernan e Schmitt eseguivano le ultime escursioni sulla Luna del programma Apollo. Uno dei topi è morto (A-3352 ) durante il viaggio, e gli altri quattro sono stati uccisi e sezionati per le loro informazioni biologiche previste al loro ritorno dalla Luna. 
I tre astronauti e i cinque topi furono gli ultimi terrestri a viaggiare e ad orbitare attorno alla Luna. Evans e i cinque topi condividono due record di voli spaziali per gli esseri viventi: il tempo più lungo trascorso in orbita lunare (147 ore 43 minuti) ed il più alto numero di orbite lunari percorse (75).

## Missione
Apollo 17 fu lanciato il 7 dicembre 1972 e tornò sulla Terra il 19 dicembre. Un esperimento sui raggi cosmici biologici (BIOCORE) ha portato i cinque topi (Perognathus longimembris), questa specie fu scelta per l'esperimento perché avevano risposte biologiche ben documentate. Alcuni vantaggi delle specie includono le loro piccole dimensioni, la loro facilità di sopravvivenza in uno stato di isolamento (non richiedevano acqua potabile per la durata prevista della missione e producevano rifiuti altamente concentrati) e la loro comprovata capacità di resistere allo stress ambientale. 
I topi, Fe, Fi, Fo, Fum e Phooey, avevano impiantato un monitor di radiazioni sotto il cuoio capelluto per valutare il percorso seguito dai raggi cosmici e correlarlo alle lesioni che fossero state trovate nel cervello al rientro. Quattro dei cinque topi sopravvissero al volo; la causa della morte del quinto non è stata determinata.
Dopo il loro ritorno sulla Terra, i quattro topi vivi rimanenti sono stati uccisi e sezionati, e sebbene siano state rilevate lesioni della cute e nel fegato, sembravano non essere correlate tra loro e non si pensava che fossero il risultato dei raggi cosmici. Nessun danno è stato riscontrato nelle retine o nei visceri dei topi. Al momento della pubblicazione dell'Apollo 17 Preliminary Science Report il loro cervello non era ancora stato esaminato,  e studi successivi, tuttavia, non mostrarono alcun effetto significativo sul cervello dei topi.